# Torciglione
Il torciglione  è un dolce fritto o al forno a base di pasta brioche tipico della città di Messina e della sua provincia, noto anche come torciglione messinese.
Può essere ripieno con crema di ricotta e gocce di cioccolato, con crema pasticcera o con crema al cioccolato.